# Razak Omotoyossi
Razak Omotoyossi (8 de octubre de 1985-19 de agosto de 2025) fue un futbolista beninés nacido en Nigeria. Su posición fue de delantero centro y jugó para el JA Pobé de Benín hasta 2021.

## Carrera
Omotoyossi firmado por el FC Sheriff, club de Moldavia. Anotó 9 goles en 38 partidos;
Fichó por el Helsingborgs IF en el verano de 2007. Omotoyossi marcó 14 goles en 23 partidos. En el envidiable papel de compañero de ataque Henrik Larsson, el Omotoyossi terminó la campaña 2007-2008 como máximo goleador del conjunto de máxima categoría de Suecia con IFK Göteborg delantero Marcus Berg, quien también sumó 14 goles. Después de la fase de grupos de la Copa de la UEFA 2007-08. Omotoyossi había anotado seis goles en seis partidos, que le hizo el máximo goleador junto a su compañero Henrik Larsson y Luca Toni del Bayern de Múnich.
| Club                  | País           | Año       |
| --------------------- | -------------- | --------- |
| Avrankou Omnisport FC | Benín          | 2004      |
| JS Pobè               | Benín          | 2005      |
| FC Sheriff Tiraspol   | Moldavia       | 2006-2007 |
| Helsingborgs IF       | Suecia         | 2007-2008 |
| Al-Nassr              | Arabia Saudita | 2008-2009 |
| FC Metz               | Francia        | 2009-2010 |
| GAIS Göteborg         | Suecia         | 2011      |
| Syrianska FC          | Suecia         | 2011      |
| Zamalek               | Egipto         | 2011-2013 |
| Kahramanmarasspor     | Turquía        | 2014      |
| Kenitra               | Marruecos      | 2014      |
| OC Safi               | Marruecos      | 2015      |
| Al-Nahda              | Arabia Saudita | 2015      |
| Accra Hearts of Oak   | Ghana          | 2016-2017 |
| USS Kraké             | Benín          | 2019      |
| JA Pobé               | Benín          | 2019-2021 |

### Selección nacional
Debutó En 2004 con la selección de fútbol de Benín. Fue internacional 55 veces y con 21 goles anotados.